# 小行星7662
小行星7662（英語：7662）是一颗围绕太阳公转的小行星。1994年9月3日，清水義定、浦田武在那智胜浦町发现了此天体。
这颗小行星的绝对星等为105.17290等。